# 天津市工业和信息化局
天津市工业和信息化局是天津市人民政府内履行管理天津市国民经济和信息化综合职能的组成部门。

## 职责
天津市经济和信息化委员会的主要职责是：
1. 贯彻执行国家有关工业经济的法律、法规和方针政策；研究起草有关地方性法规、规章及相关政策，并组织实施和监督检查；负责对全市各种经济成分、各种类型工业企业的指导、协调、监督和服务；组织协调治乱减负工作。
2. 负责国家产业政策在本市工业领域的贯彻，并实施监督管理；编制本市工业发展规划，制订工业结构调整、布局调整、优势产业、都市工业的规划，并组织实施；组织工业产业配套体系建设，推进重点工业产业链的构建。
3. 对全市工业经济运行态势和质量进行监测、分析、调节日常运行；建立和完善本市工业产业信息服务系统，发布工业经济信息；建立预警机制，协调解决工业经济运行中的重大问题；监测重要工业品供求状况；负责重要工业物资和有关应急物资的储备、调配和监督管理。
4. 负责本市电力行政管理，对全社会电力的运行进行综合协调和平衡；负责全市工业经济运行中煤、电、气、油等重要能源的协调；承担本市履行《禁止化学武器公约》的有关工作。
5. 负责全市工业技术改造工作；研究制订全市工业投资规划和政策，组织推动产业和重点产品结构的调整；研究制订并发布工业投资导向；监测全市工业固定资产投资状况；对工业技术改造投资项目进行核准和备案；负责重点工业技术改造项目的组织实施；安排支持工业技术改造投资的财政性资金；负责全市工业招投标活动的监督管理。
6. 研究制订全市工业行业规划；组织工业企业参与国家行业标准和行业规范的制订；依法对有关工业产品的生产准入实施管理；负责监控化学品的监督管理；负责联系工业领域行业中介组织。
7. 研究拟订全市工业企业技术进步的规划、政策；指导全市工业企业开展技术创新和技术开发，推动产学研联合、新技术推广应用、引进技术消化吸收和重大装备国产化工作；负责全市工业企业技术中心的认定管理；推动全市工业企业信息化工作；指导全市工业企业的全员培训工作。
8. 组织推动全市工业企业利用外资工作；组织指导全市工业企业市场开拓，开展对外经济技术合作与交流；组织协调全市工业企业产品进出口工作；负责有关重要工业品、原材料的进口管理；负责工业领域产业损害调查工作。
9. 组织拟订本市资源节约与综合利用、清洁生产、环保产业的法规、规章、政策，并组织实施和监督管理；组织开展工业污染防治和工业节水工作；组织相关重大示范工程和新产品、新技术、新设备的推广应用。
10. 研究拟订促进全市中小企业发展的政策、规划；建立和完善中小企业融资担保、创业辅导、信用评价等社会化服务体系；负责中小企业发展专项资金的年度预算、使用和管理；依法维护中小企业的合法权益。
11. 贯彻国家国防科技工业的方针政策和相关法规；负责本市国防科技工业（含军工电子和民口军工配套）的规划、协调、管理；负责军工产品质量监督和计量监督；负责军品科研生产和军工特殊产品市场准入及市场监督；负责军工固定资产投资和科研项目的管理。
12. 负责本市民用航天、民用飞机、民用船舶、核电和同位素生产、民用爆破器材等行业管理；对国防科技工业和民用爆破器材生产、流通领域的安全生产实施监督管理；会同有关部门开展国防科技工业国家安全和保密管理工作；推动军工经济与地方经济融合发展。
13. 负责有关行政执法、行政复议和行政诉讼工作。
14. 承办市委、市政府交办的其他事项。

## 机构设置

### 委机关内设机构
天津市经济和信息化委员会机关内设机构有：
- 办公室
- 综合处
- 法规处
- 规划发展处(产业政策处)
- 经济运行处（盐政管理处）
- 投资与技术改造处
- 科技处
- 节能与综合利用处
- 国际合作交流处
- 市场处
- 电力处
- 原材料产业处
- 装备产业处
- 消费品产业处
- 电子信息产业处
- 软件和信息服务业处
- 两化融合处
- 信息安全处
- 信息基础设施管理处
- 电子政务处
- 财金处
- 人事教育处
- 行政处
- 军工综合管理处
- 军民结合推进处（航空航天产业处）
- 老干部处
- 机关党委（机关工会）
- 监察室

### 直属单位
天津市经济和信息化委员会的直属单位有：
- 天津机电设备招标局
- 天津市质量管理协会
- 长城（天津）质量保证中心
- 天津市企业联合会
- 天津市包装技术协会
- 天津市设备管理协会
- 天津市中小企业服务中心
- 天津市中小企业信用担保中心
- 天津市工业技术开发服务中心
- 天津市模具工业协会
- 天津市工艺管理中心